# Sulcoretepora sulcata
Sulcoretepora sulcata är en mossdjursart som först beskrevs av Newton H. Winchell 1866.  Sulcoretepora sulcata ingår i släktet Sulcoretepora och familjen Cystodictyonidae. Inga underarter finns listade i Catalogue of Life.